# هوشدورف (بیبراخ)
هوشدورف (به آلمانی: Hochdorf) یک شهرداری در آلمان است که در Biberach واقع شده‌است.